# Поппендорф (город)
Поппендорф (нем. Poppendorf) — община в Германии, в земле Мекленбург-Передняя Померания.
Входит в состав района Бад-Доберан. Подчиняется управлению Карбек. Население составляет 688 человек (на 31 декабря 2010 года). Занимает площадь 14,03 км².